# 루카니코
루카니코(그리스어: λουκάνικο)는 그리스의 소시지이다. 돼지고기나 양고기로 만든다.

## 같이 보기
- 루카니카